# Кремлівська гора
55°44′56″ пн. ш. 37°36′45″ сх. д. / 55.74888889° пн. ш. 37.6125° сх. д.
Кремлівська гора, Кремлівський пагорб, Боровицький мис, Боровицький пагорб (рос. Боровицкий холм) — пагорб у центрі Москви біля злиття Москви-ріки і річки Неглинної. Висота — до 145 м.
В околицях Боровицького пагорба археологами відкриті поселення бронзової доби.
У давнину пагорб виглядав не так, як зараз: мис (у гирлі Неглинки) був крутішим і значно вужчим. При освоєнні території відбувалося його вирівнювання і розширення верхнього майданчика
На пагорбі, спочатку вкритому хвойним лісом, в XI столітті з'явилося поселення. Перша згадка Москви датується 1147 роком, але в ньому немає точного опису місця, на якому влаштувався Юрій Долгорукий. Але що датується 1156 роком Тверський літопис стверджує, що Юрій Долгорукий поставив тут перший Московський Кремль, який став ядром Москви. Князь Іван I Данилович Калита поставив на пагорбі Спасо-Преображенський монастир на бору, в якому була влаштована перша великокнязівська усипальниця.
На початок ХХІ сторіччя на пагорбі знаходиться частина будівель сучасного Московського кремля, розташована Красна площа і прилегла до неї частина Китай-городу між вулицями Нікольська і Варварка
У фолк-гісторі і езотериці зустрічається твердження, що в язичницькі часи Боровицький пагорб називався Відьминою горою, і на ньому знаходилося капище.